# UTエアー120便墜落事故
UTエアー120便墜落事故（UTエアー120びんついらくじこ）は2012年4月2日にロシア・チュメニ発スルグト行きの国内旅客便、UTエアー120便（機材：ATR72-201）がロシチノ国際空港を離陸直後に墜落し搭乗していた43人のうち33人が死亡した事故である。

## 機体

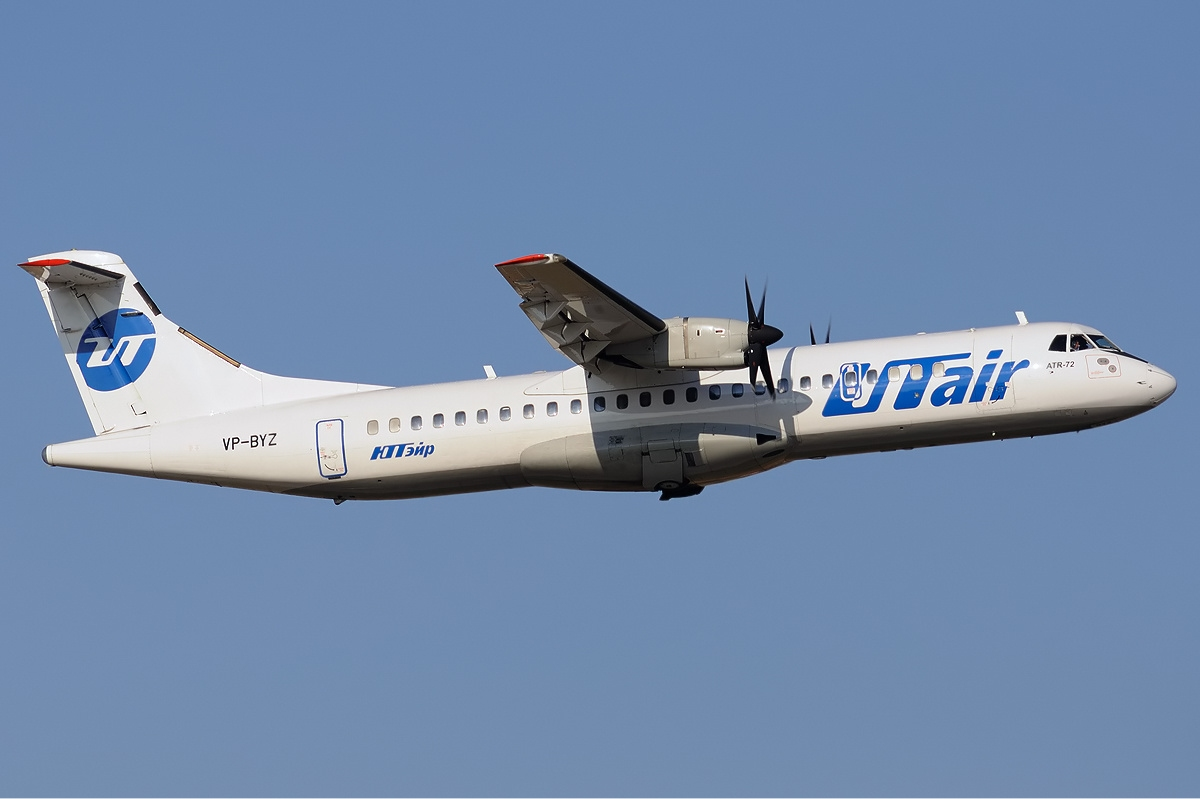
2009年にヴヌーコヴォ空港で撮影された事故機

事故機は仏伊合弁のATRが製造したATR72-201であり、バミューダ諸島で VP-BYZ として登録されていた。製造番号 (msn) は332であり、1992年に製造され同年10月20日に初飛行した。同機は1992年12月16日にトランスアジア航空に引き渡され、2008年7月にUTエアーで就航するまでにフィンエアーとアエロ・エアラインズで運用されていた。

## 事故の概要
同機はチュメニのロシチノ空港を離陸直後に墜落した。事故は現地時間7時35分 (01:35 UTC) に、主滑走路の末端から約1海里 (2 km)南西、ゴルコフカ (Gorkovka) 村付近で発生した。空港から約1マイルの地点に緊急着陸しようとしたとみられる。搭乗者43人のうち31人が死亡し12人が生存した。ある文献には運航乗務員は4人全員死亡したと記述されているが、別の文献には副操縦士は生存したと記述されている。生存者12人は全員重傷を負っており、チュメニの病院へ搬送された。その後まもなく死者数は33人に増加した（生存者は10人）。

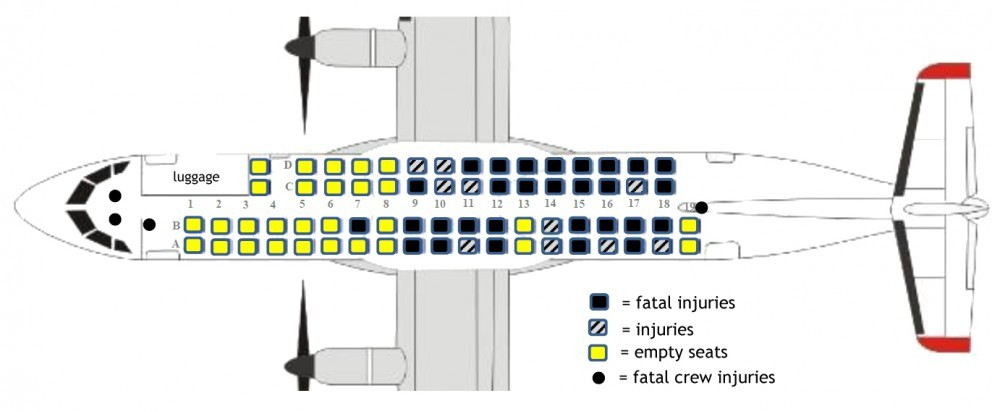
120便の座席表

UTエアーは同便の搭乗券を40枚販売していたが、ハンティ・マンシ自治管区・ユグラからの乗客（1人）は搭乗していなかった。乗客の中にはスルグトネフテガスの取締役会の一員、ニコライ・メドヴェージェフも含まれていた。

## 事故調査

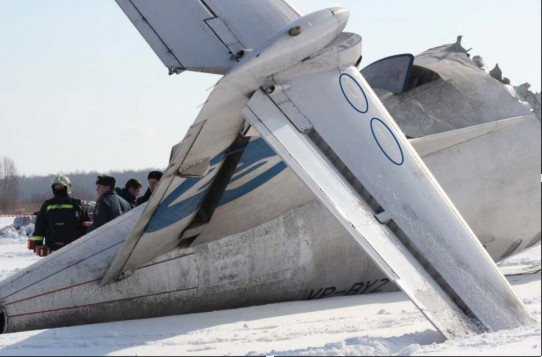
事故機の残骸

当局は目撃者が墜落の際にエンジンから煙が出ていたと報告したため、調査団は技術的な故障の可能性に可能性に焦点を当てていると述べた。事故機のフライトデータレコーダーは良好な状態で回収された。
国家間航空委員会 (MAK) は2013年7月16日に最終報告書を発表した。事故原因は乗員が雪や氷が付着しているのに気づいていたにもかかわらず除氷せずに出発したことであり、その結果、離陸上昇中に失速したと断定された。乗員は失速に気づいていなかった。報告書ではいくつかの要因も挙げられ、それらは航空会社の安全性の欠如及び訓練不足と関係があった。